# Terry Jackson
Terry Jackson (Sherman, 9 dicembre 1955) è un ex giocatore di football americano statunitense che ha militato nel ruolo di cornerback nella National Football League (NFL).

## Carriera
Al college Jackson giocò a football alla San Diego State University. Fu scelto dai New York Giants nel corso del quinto giro (120º assoluto) del Draft NFL 1978. Vi giocò fino al 1983, con un primato personale di 7 intercetti nella sua stagione da rookie. Nel 1984 passò ai Seattle Seahawks con cui disputò le ultime due stagioni. Chiuse la carriera con 28 intercetti, 24 con i Giants e 4 con i Seahawks.